# Astrologie karmique
L'astrologie karmique est une forme d'astrologie fondée sur les principes de réincarnation et de karma qui seraient visibles dans le thème astrologique, notamment par la position des Nœuds de la Lune, les planètes rétrogrades, la Lune Noire, la « part de fortune ». Certains auteurs de livres connus dans ce milieu sont - par ordre chronologique - Martin Schulman (auteur américain des années 1970, traduit très tôt en français), Dorothée Koechlin de Bizemont (auteur notamment de L'astrologie karmique: L'astrologie d'Edgar Cayce, Robert Laffont, 2002 (réédition),  (ISBN 2-22109514-6), qui a initié le courant de cette astrologie karmique en France), Irène Andrieu, Pierre Lassalle, Patrick Giani, Laurence Larzul.

## Controverse
Certains, tels les astrologues conditionalistes, estiment que la pratique de l'astrologie karmique 
est « psychologiquement dangereuse et néfaste en raison de la déresponsabilisation individuelle et de la culpabilisation qu’elle peut induire ». Tenante de l'astrologie karmique, Laurence Larzul estime au contraire que cette pratique est libératoire de la culpabilité diffuse, l'inconscient refoulé devenant conscient.
Le problème est que la notion de karma se prête à de nombreuses interprétations, qui varient selon la pratique des astrologues (dans l'absolu, il peut signifier simplement causalité).